# Casos en la corte
Casos en la Corte es una telenovela boliviana, creada y dirigida por Elías Serrano, escrita por Jorge Gil y Elías Serrano. La telenovela tenía un total de 40 capitulos que se emitieron entre 1998 y 1999, para el entonces reciente canal de televisión, Bolivisión, que se fundó tras la absorción de Galavisión (Santa Cruz) y los canales que le pertenecían a Canal 6 ABC. Fue protagonizada también por Elías Serrano. A día de hoy, se considera la última telenovela producida por Bolivisión, antes de la adquisición por parte de Albavisión, en 2007.

## Elenco
- Elías Serrano[1]

## Producción

### Desarrollo
Ernesto Asbún (el entonces dueño del Lloyd Aéreo Boliviano) ya tenía en su posesión el Canal 4 de Santa Cruz, Galavisión. Asbún adquirió las señales de la extinta Asociación Boliviana de Canales (Cadena ABC), para formar Bolivisión en 1996, incluyendo a Galavisión de Santa Cruz. Luego de que perdiera su afiliada en La Paz, Telesistema Boliviano (que habia sido adquirida por el Grupo Monasterios para formar Unitel), Bolivisión se refundó el 17 de julio de 1997.
Establecida la nueva red, entre la programación se encontraba la telenovela Casos en la Corte, la cual se emitió entre 1998 y 1999. Casos en la Corte se produjo en asociación con la filial de Bolivisión en Santa Cruz, Galavisión. Galavisión ya tenia antecedentes de transmitir ficción producida en Santa Cruz; entre 1991 y 1996, estreno en exclusiva todas las producciones de Santa Cruz Films Producciones (Safipro) de Enrique Alfonso.